# Mozilla
Nyílt forráskódú böngésző, a Netscape Navigator 1998-ban kiadott kódján alapuló fejlesztés – mely mára gyakorlatilag kikopott és teljesen újra lett írva. A Netscape és a Mozilla is ugyanarra  a Gecko nevű motorra épül. Tartalmaz böngészőt, levelezőprogramot, címjegyzéket, weblapszerkesztőt és chatklienst.

Mozilla Firefox ikonja (2017–19)

A Mozilla mára már nem csupán egy böngészőt jelent, hanem egy szerteágazó projektet is. Ez a projekt magába foglalja a Mozilla böngésző, illetve a kapcsolódó termékek és technológiák fejlesztését.
Harmadrészt a Mozilla nem csupán egy böngésző, hanem egy keretrendszer („framework”) platformfüggetlen alkalmazások fejlesztésére. Mindez olyan szabványok felhasználásával történik mint például a CSS vagy az XML (XUL, XBL). A Mozilla keretrendszert használták több böngészőhöz (Netscape 6.x, 7.x, Galeon, Camino), illetve chatklienshez is (ChatZilla, JabberZilla).
A fejlesztők használják még fejlesztőeszközök, játékok és böngészőkiterjesztések megírásához is.

## A Mozilla részei
- A Mozilla Firefox böngésző
- Navigator
- Mail & Newsgroups (levelező és hírcsoportolvasó)
- Composer (HTML szerkesztő)
- ChatZilla (IRC kliens)
- Calendar (naptár)

## A Mozilla projekt
A Mozilla projekt 1998-ban indult, amikor kiadták a Netscape Navigator  forráskódját.

## Mozilla termékek

### Mozilla Firefox
A Mozilla böngésző forkja a Mozilla Firefox (eredetileg Mozilla Firebird), ami csak böngészésre használható, a Mozillánál lényegesen gyorsabb. Sokan kizárólag ezzel böngésznek. Nagyon sok bővítés érhető el hozzá, melyeket könnyű telepíteni, és amelyek kényelmesebbé tehetik a nézelődést. Fontosabb tulajdonságok: füles böngészés (tabbed browsing), felugró ablakok tiltása, dinamikus képátméretezés, teljes képernyős üzemmód, beépített kereső, hathatós navigáció a billentyűzet segítségével, automatikus letöltés. Az ember saját maga szerkesztheti kinézetét, megjelenését.

### Mozilla Thunderbird
Egy kapcsolódó ígéretes fejlesztés a Mozilla Thunderbird, mely a Mozilla levelezőjének forkja. A szokásos levelező funkciókon kívül tartalmaz spam-szűrőt és jól kezelhető felhasználói felületet. Vállalati és kormányzati szintű biztonságot nyújt, úgymint: S/MIME, digitális aláírás,  üzenet titkosítás, hitelességi bizonyítványok és biztonsági eszközök támogatása.
Ismeri az IMAP/POP protokollt, támogatja a HTML leveleket, címkéket, gyors keresést, címjegyzéket, tértivevényt, fejlett levelező szűrést, LDAP cím kiegészítést, import eszközöket, kiváló keresési lehetőségeket. Lehetőség van több e-mail és hírolvasó fiók egyidejű használatára.

### Mozilla Sunbird
A Mozilla termékcsalád naptár programja. Támogatja a több naptár kezelését, valamint az iCalendar és a WebDav funkciót.

### Mozilla Lightning
A Lighting a Sunbird testvérprogramja, ami a lényeges különbség, hogy amíg a Sunbird egy önálló program, addig a Lightning egy bővítmény a Thunderbird-hez.

### Camino
A crossplatform Mozilla fejlesztésektől eltérő módon a Camino platformspecifikus böngésző, csak Mac OS X operációs rendszeren fut. A XUL alapú felhasználói felületet Cocoa nyelven megírt felületre cserélve natív élményt böngészőt hoztak létre a fejlesztők. Csak böngészésre használható és kiegészítésekkel sem bővíthető a Firefoxhoz hasonló módon, külső programokkal viszont adható hozzá plusz funkcionalitás. Utolsó verziója a 2.1.2, amit 2012. március 14-én adtak ki.
2013. május 30-án Stuart Morgan bejelentette, hogy nem fejlesztik tovább a Camino böngészőt.

### Minimo
A Minimo (Mini Mozilla) egy PDA-kra, mobiltelefonokra és egyéb hordozható eszközökre szánt mikroböngésző. A Windows CE-re írt végleges, 1.0 változat 2005 nyarára volt várható.

### Bugzilla
Egy hiba-adatbázis. Lényegében ide lehet beküldeni a programokban/projektekben észlelt hibákat. Minden hibához adnak egy számot, melynek segítségével később megnézheted, hogy jött-e rá válasz, esetleg patch (ez utóbbit inkább a CVS-ben tudod megnézni).

### ChatZilla
A ChatZilla egy IRC kliens Mozilla webböngészőkhöz, melyet XUL-ban és JavaScript-ben írtak.

### Kapcsolódó technológiák

#### XUL
XML User Interface Language (XUL)

#### XRE
XUL Runtime Environment

#### XBL
Extensible Binding Language (Kiterjeszhető Kötési/Hozzárendelési Nyelv)

#### NSPR
Netscape Portable Runtime (Netscape Hordozható Könyvtár) – Platform-semleges API rendszerszintű és libc-jellegű  függvényekhez.

#### XPIDL
Az XPIDL (XP Interface Description Language) XPCOM interfészek definiálására használják. Az XPIDL-ben megírt fájlok az xpidl fordító bemeneteként szolgálnak majd, melyekből XPCOM interfész információkat generál:
- fejléceket XPCOM objektumokhoz
- futásidejű típusinformációkat (így dinamikusan meghívhatóak lesznek az XPConnect-en és az XPCall-on keresztül)
- online dokumentáció generálása is hamarosan lehetővé válik majd

#### XPTCall
Az XPTCall egy kicsi, alacsony szintű metódushívás könyvtár.
C/C++ és Assembly nyelven megvalósított platformfüggő kód.
Az XPTCall segítségével a Mozilla több platformra is átvihető (hordozható).

#### XPInstall
Cross Platform Install